# Wat Ku

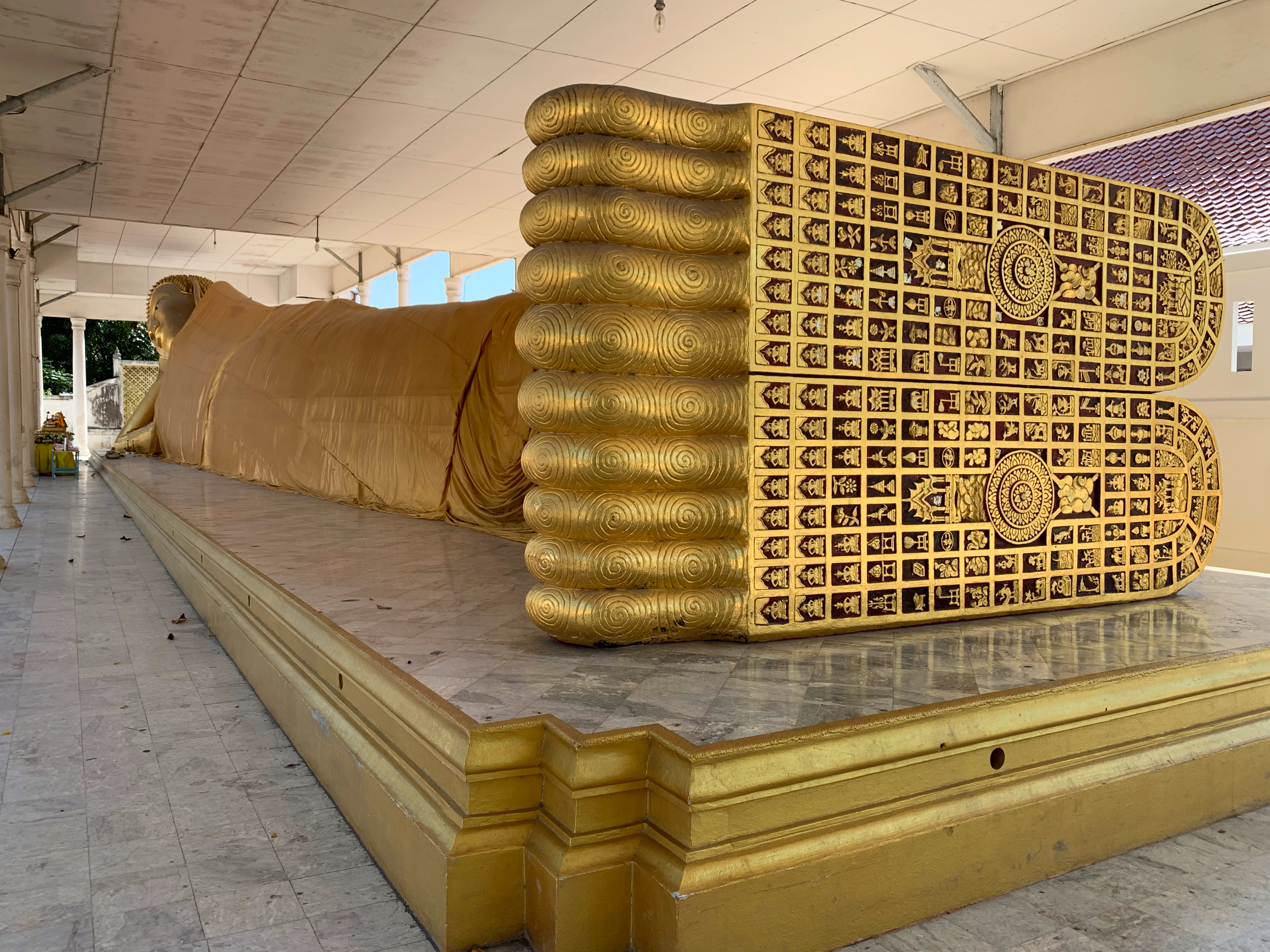
Liegendes Buddhabildnis, Wat Ku

Der Wat Ku  (thailändisch วัดกู้) ist eine buddhistische Tempelanlage (Wat) in der Stadt Pak Kret (Provinz Nonthaburi), einem nördlichen Vorort der thailändischen Hauptstadt Bangkok.

## Lage
Der Wat Ku liegt am östlichen Ufer des Mae Nam Chao Phraya (Chao-Phraya-Fluss) im Tambon (Unterbezirk) Bang Phut, das zur Stadt Pak Kret gehört.

## Baugeschichte
Der Wat Ku wurde im späten 18. Jahrhundert unter König Taksin errichtet, der die Mon aus Birma nach Siam holte, um Arbeitskräfte und Handwerker zu gewinnen. In jener Zeit zog deren Anführer Phraya Cheng zahlreiche seiner Landsleute nach Thailand. Die Anlage und die Architektur sind deshalb im Stil der Mon gehalten.

## Sehenswürdigkeiten
Folgende Sehenswürdigkeiten befinden sich im Bereich des Wat Ku.
Eine kleine Sala (Pavillon) im Stile des Phra Thinang Aisawan Thippayat (พระที่นั่งไอศวรรย์ทิพยอาสน์) in Bang Pa-in, die König Chulalongkorn (Rama V.) errichten ließ, erinnert an Königin Sunandha Kumariratana, die hier in der Nähe bei einem tragischen Bootsunglück ums Leben kam und für kurze Zeit im Tempel aufgebahrt wurde. Das verunglückte Boot wurde später geborgen und in einem kleinen Gebäude auf dem Tempelgelände des Wat Ku ausgestellt. Eine große Statue vor dem Pavillon zeigt den Buddha in liegender Haltung.
Die Wandmalereien sind, wie der ganze Tempel ebenfalls im Stil der Mon gehalten und zeigen Darstellungen aus dem Leben des Buddha.